# Église Saint-Charles-des-Mines
L'église catholique Saint-Charles-des-Mines était une église situé à Grand-Pré, en Acadie, aujourd'hui en Nouvelle-Écosse. Elle était le siège de la paroisse du même nom, qui comprenanit les villages de Grand-Pré, Gaspereau et Melanson. Le curé logeait dans un grand presbytère situé dans la prairie, au nord-ouest du village de Grand-Pré. Les habitants de la région furent emprisonnés dans l'église en septembre 1755, où on leur lut l'ordre de déportation. L'église fut ensuite incendiée et la population expulsée d'Acadie. Le site de l'église est aujourd'hui un site historique national.

## Histoire
En 1686, Grand-Pré reçut la première visite d'un prêtre, l'abbé Valliers de Québec. Les habitants supplièrent l'abbé de leur envoyer un prêtre résident, en promettant de le supporter et de construire une église et un presbytère. Ils donnèrent une île, aujourd'hui la terre ferme.
La maison de Pierre Terriot servit à l'origine de résidence au prêtre. L'église fut probablement construite par le deuxième prêtre permanent, Louis Geoffroy. Les Missions étrangères de Paris s'occupèrent de la paroisse jusqu'en 1702, avant d'être remplacées par les récollets de la province de Saint-Denis. Ceux de la province de Bretagne les remplacèrent en 1724.
| Nom                                  | Cure                               | Note                                                                              |
| ------------------------------------ | ---------------------------------- | --------------------------------------------------------------------------------- |
| Jean Baudoin                         | 1688                               |                                                                                   |
| Louis Geoffroy                       | 1689-1692                          |                                                                                   |
| Jean-François Buisson de Saint-Cosme | 1692-1699                          | Avait une mauvaise relation auprès du gouvernement français, et dut démissionner. |
| Abbé Guay                            | 1699-1702                          | Rappelé à cause des plaintes.                                                     |
| Bonaventure Masson                   | 1703-1715                          |                                                                                   |
| Félix Pain                           | 1715-1724                          |                                                                                   |
| Isidore Golet                        | Octobre à novembre 1724            | Chassé par les paroissiens à cause de sa mauvaise conduite.                       |
| Pierre Verquaillie                   | Mai à juin 1725 Mars à avril 1726  | Banni de Pisiguit en 1725.                                                        |
| Antoine Gaulin                       | 1725-1730                          |                                                                                   |
| Jean-François Breault                | 1726-1729                          |                                                                                   |
| Charles de La Goudalie               | 22 avril 1730 au 14 mars 1740      |                                                                                   |
| Jean-Baptiste Desenclaves            | 30 avril 1740 au 19 septembre 1741 |                                                                                   |
| J. L. Laborest                       | 30 octobre 1741 à 5 juin 1742      |                                                                                   |
| Charles de La Goudalie               | 23 juin 1742 à 6 août 1748         | Forcé à quitter la province par le gouvernement britannique.                      |
| Claude-Jean-Baptiste Chauvreulx      | 1748 au 4 août 1755                | Arrêté par l'armée britannique                                                    |